# Minská gubernie

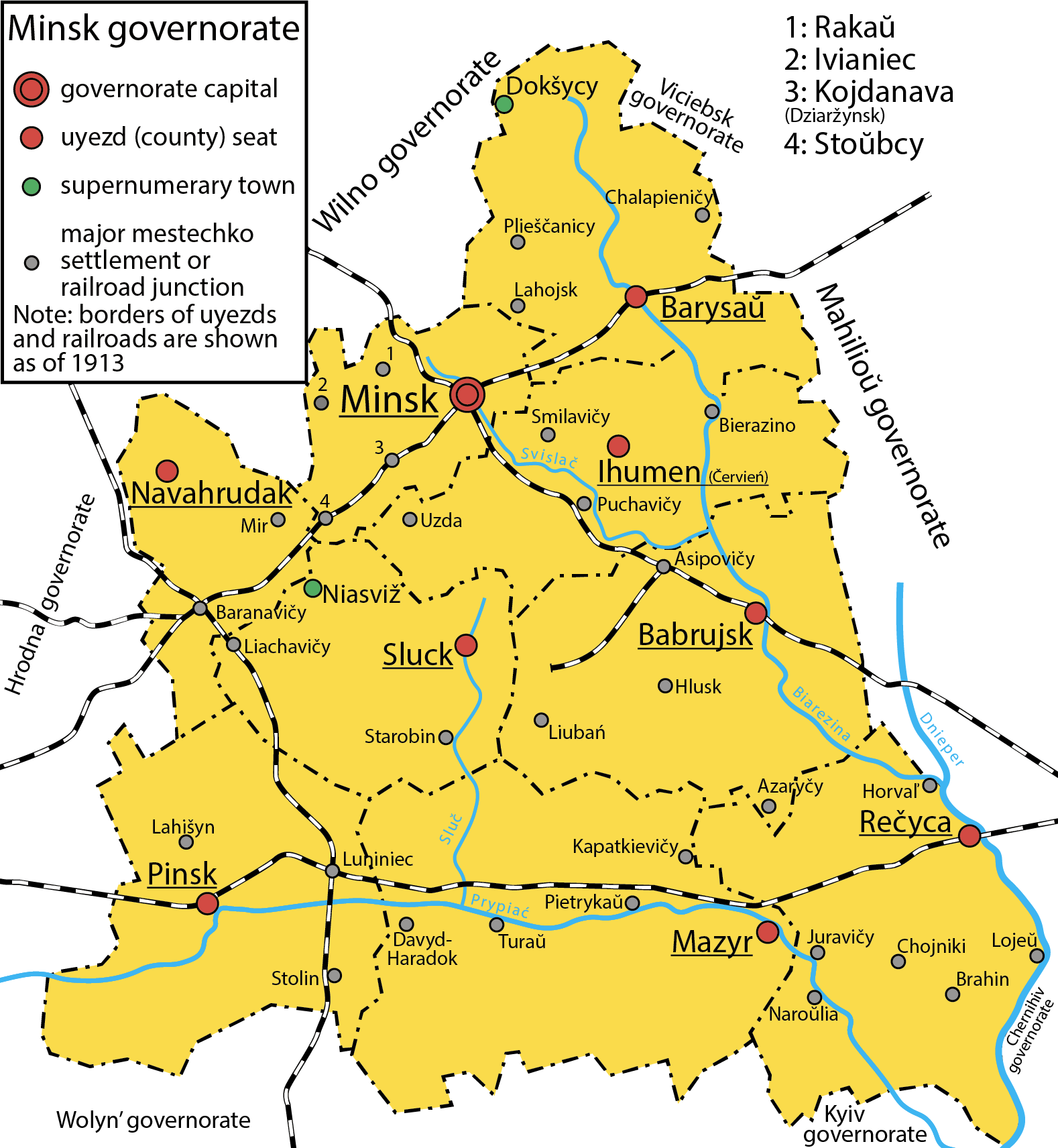
Mapa (1913)

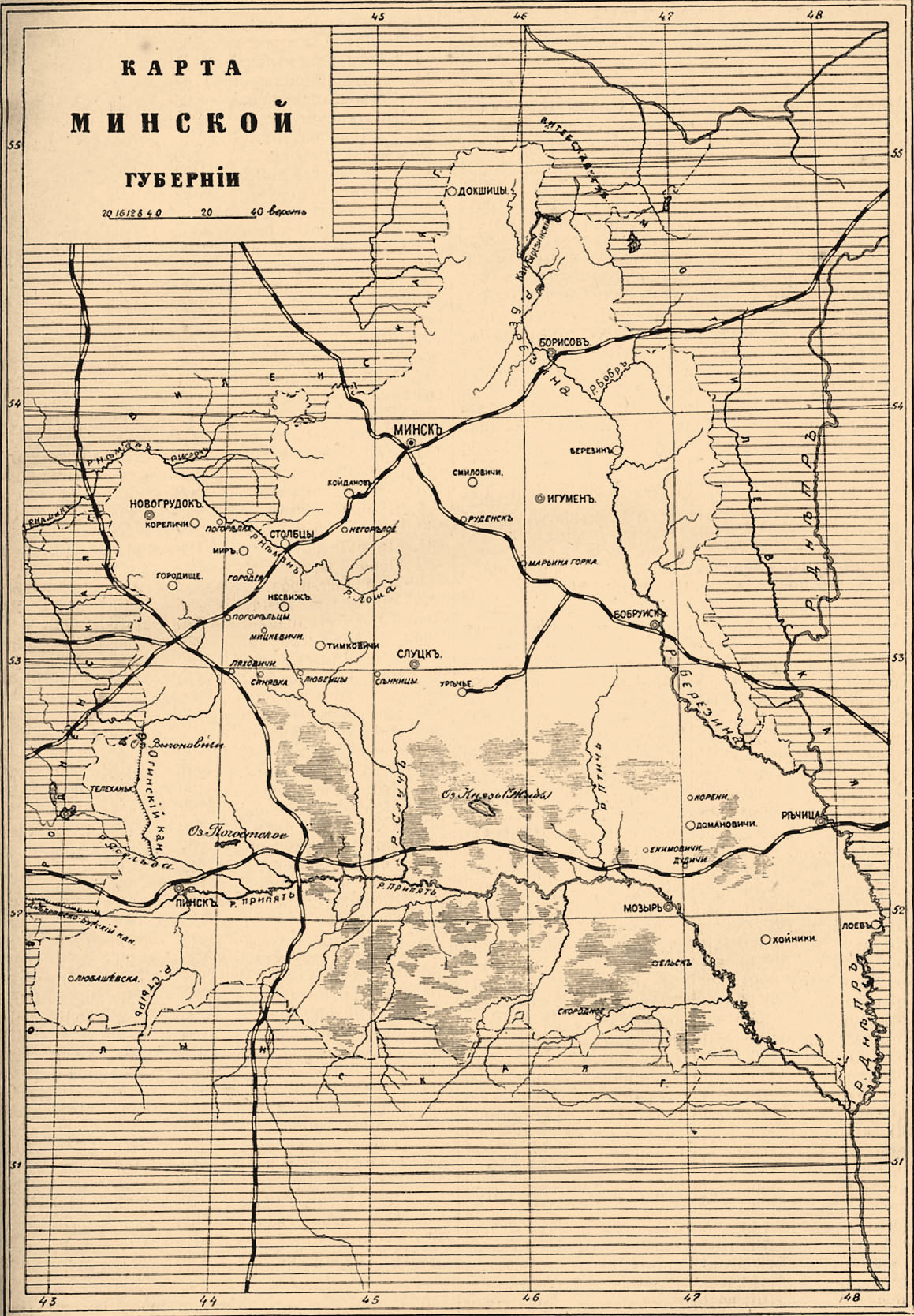
Mapa Minské gubernie z roku 1906

Minská gubernie byla administrativně-územní jednotkou Ruského impéria v letech 1793–1795 a 1796–1921 (v letech 1795–1796 pod názvem Minské místodržitelství). Spolu s Vilenskou, Kovenskou, Grodenskou, Mohylevskou a Vitebskou gubernií tvořila Severo-Zapadní kraj. Na počátku 20. století měla Minská gubernie rozlohu přibližně 91 213 km² a 2 539 100 obyvatel. V současnosti je území Minské gubernie rozděleno mezi Bělorusko a několik rajónů na Ukrajině.

## Administrativní dělení
| № | Ujezd       | Ujezdní město            | Rouloha, km² | Obyvatelstvo, 1897 [v tis.] |
| - | ----------- | ------------------------ | ------------ | --------------------------- |
| 1 | Bobrujský   | Babrujsk (34 336 obyv.)  | 10 721,1     | 255 935                     |
| 2 | Borisovský  | Barysaŭ (15 063 obyv.)   | 8 904,9      | 238 231                     |
| 3 | Igumenský   | Igumen (4 573 obyv.)     | 8 843,3      | 234 792                     |
| 4 | Minský      | Minsk (90 912 obyv.)     | 4 580,3      | 277 149                     |
| 5 | Mozyrský    | Mazyr (8 076 obyv.)      | 14 196,0     | 181 161                     |
| 6 | Novogrudský | Navahrudak (7 887 obyv.) | 4 538,9      | 247 320                     |
| 7 | Pinský      | Pinsk (28 368 obyv.)     | 10 427,5     | 230 763                     |
| 8 | Rečický     | Rečyca (9 280 obyv.)     | 11 087,5     | 221 771                     |
| 9 | Slucký      | Sluck (14 349 obyv.)     | 6 852,8      | 260 499                     |

## Obyvatelstvo
Národnostní složení gubernie a jeho ujezdů v roce 1897:
| Ujezd             | Bělorusové | Židé   | Rusové | Poláci | Ukrajinci |
| ----------------- | ---------- | ------ | ------ | ------ | --------- |
| Gubernie celkově  | 76,0 %     | 16,0 % | 3,9 %  | 3,0 %  | …         |
| Bobrujský ujezd   | 67,4 %     | 19,4 % | 10,0 % | 2,0 %  | …         |
| Borisovský ujezd  | 80,9 %     | 11,2 % | 3,1 %  | 4,1 %  | …         |
| Igumenský ujezd   | 82,6 %     | 12,3 % | 1,8 %  | 2,9 %  | …         |
| Minský ujezd      | 59,2 %     | 23,1 % | 9,5 %  | 7,1 %  | …         |
| Mozyrský ujezd    | 79,5 %     | 16,3 % | 1,5 %  | 2,1 %  | …         |
| Novogrudský ujezd | 83,7 %     | 12,3 % | 1,6 %  | 1,7 %  | …         |
| Pinský ujezd      | 74,3 %     | 19,5 % | 2,6 %  | 2,6 %  | …         |
| Rečický ujezd     | 82,5 %     | 12,8 % | 1,4 %  | 1,1 %  | 1,7 %     |
| Slucký ujezd      | 78,5 %     | 15,7 % | 1,8 %  | 2,8 %  | …         |

## Galerie

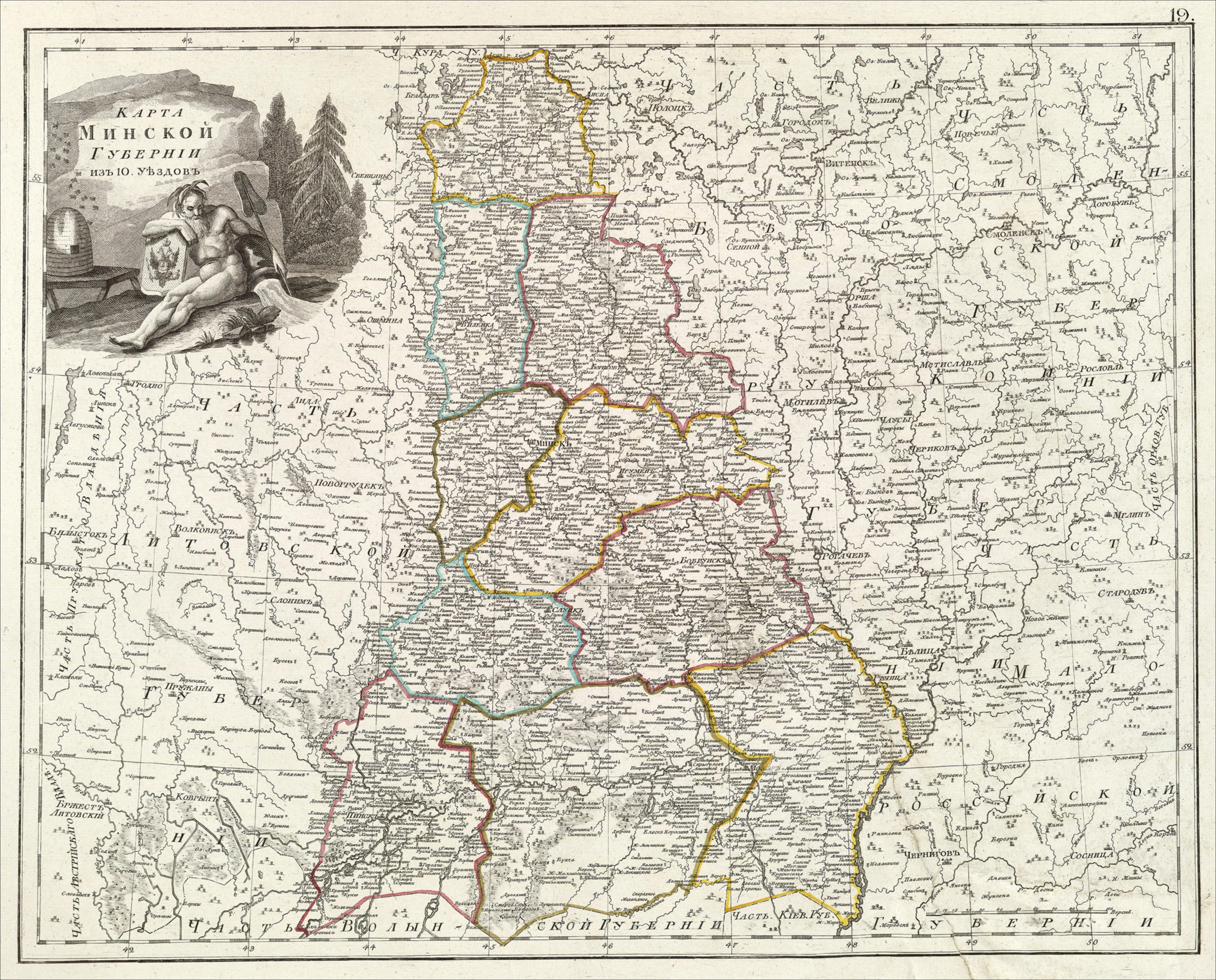
Mapa Minské gubernie z roku 1800
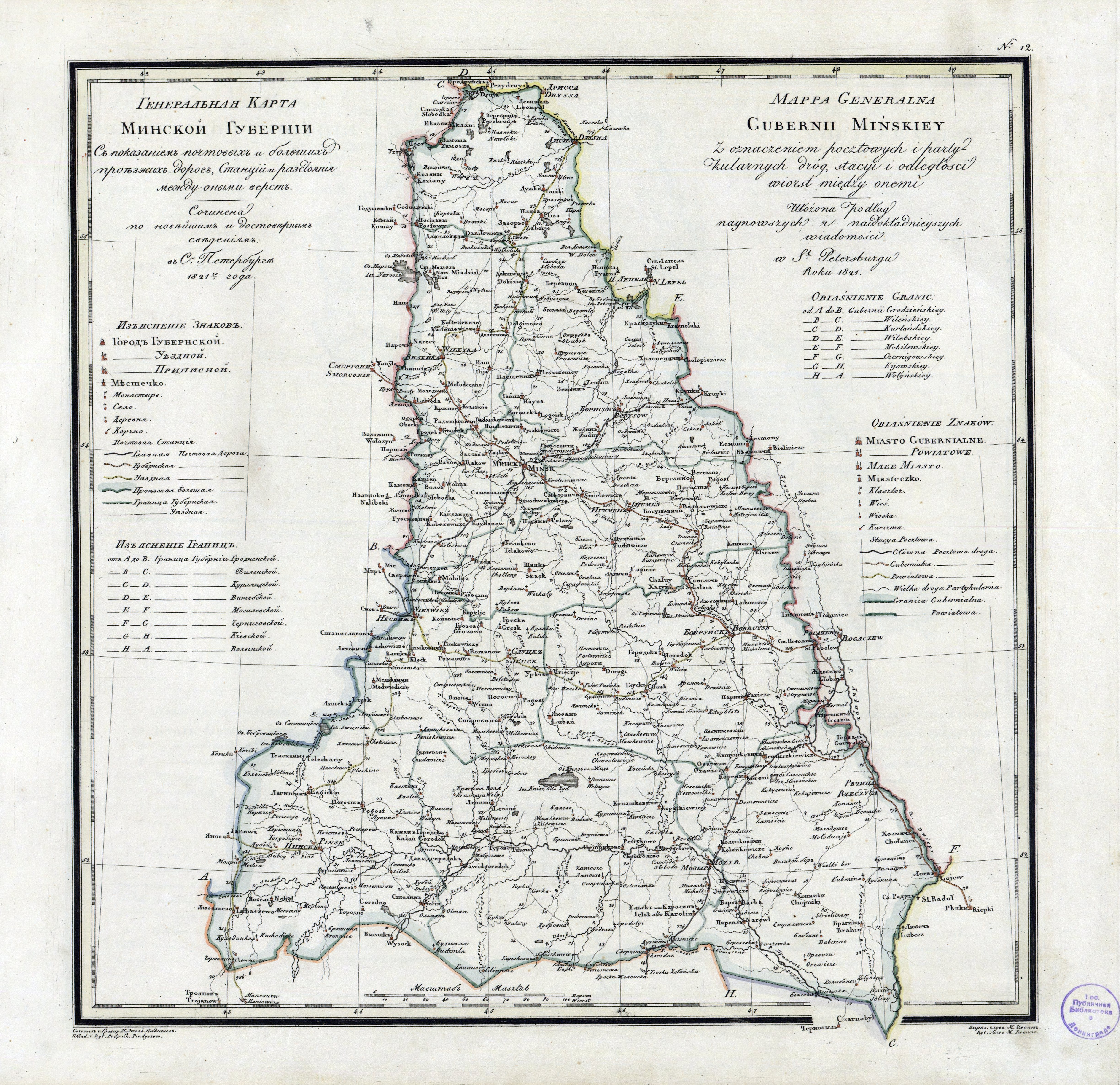
Mapa Minské gubernie z roku 1821
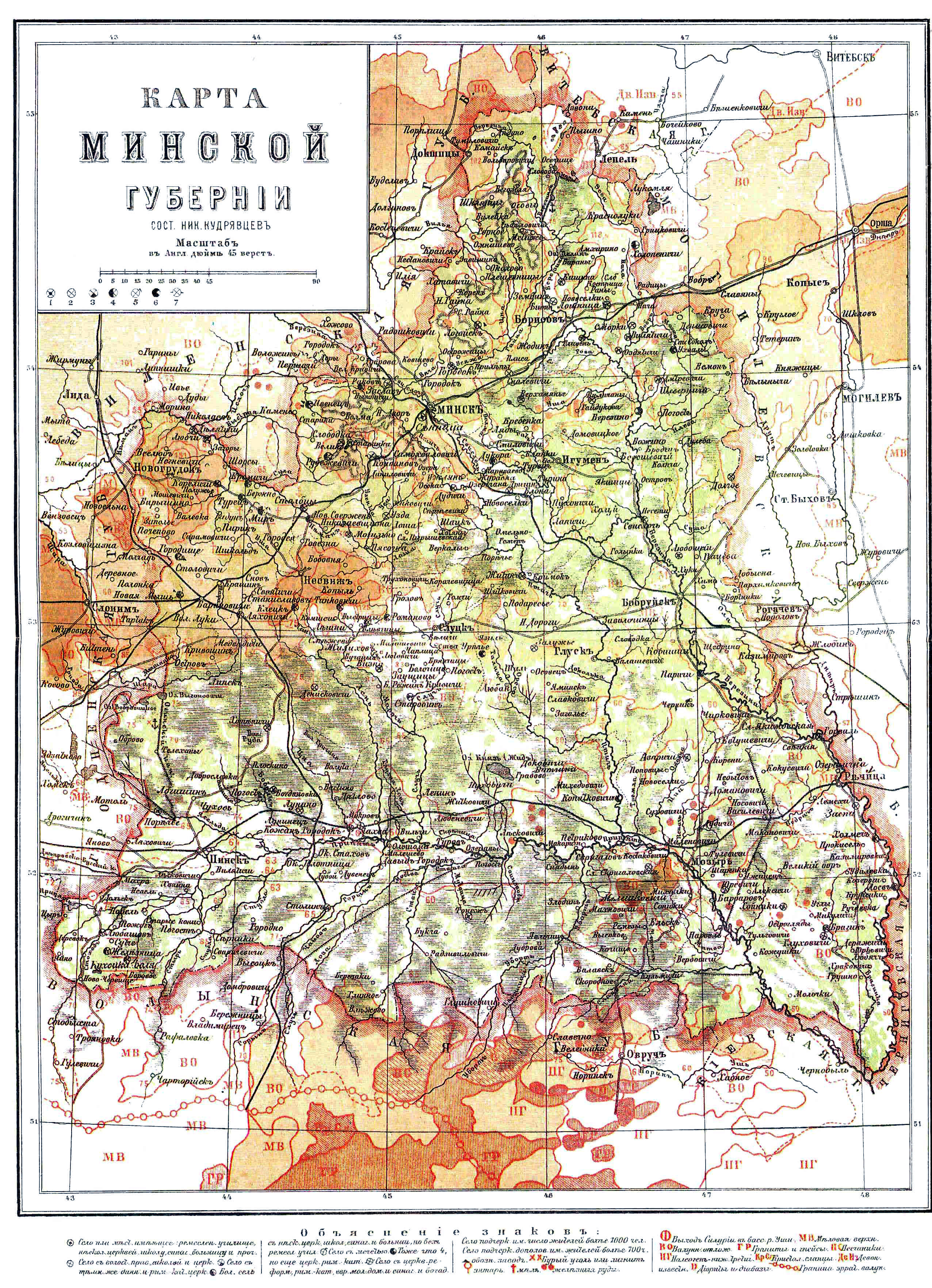
Mapa Minské gubernie z roku 1890
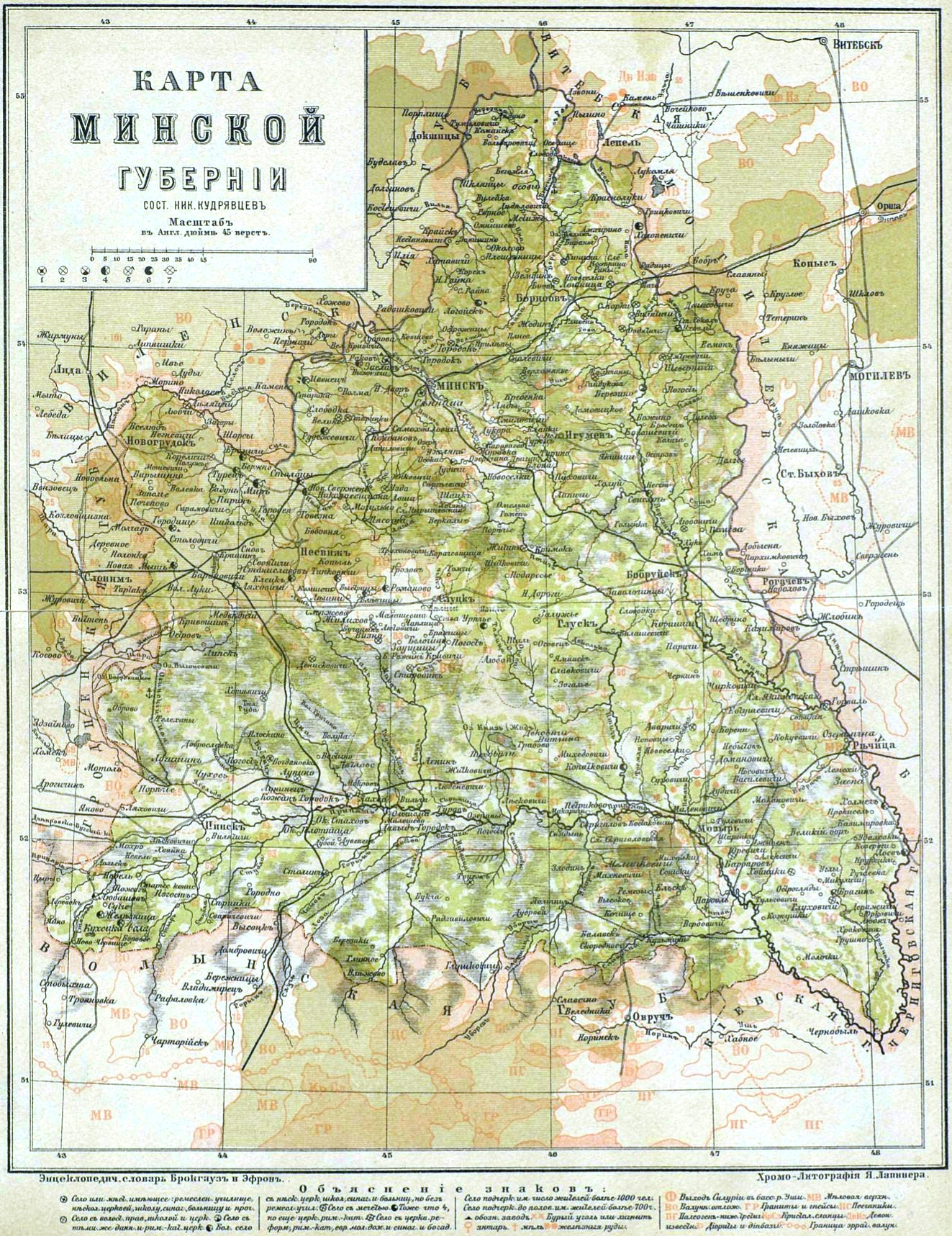
Mapa Minské gubernie z roku 1896
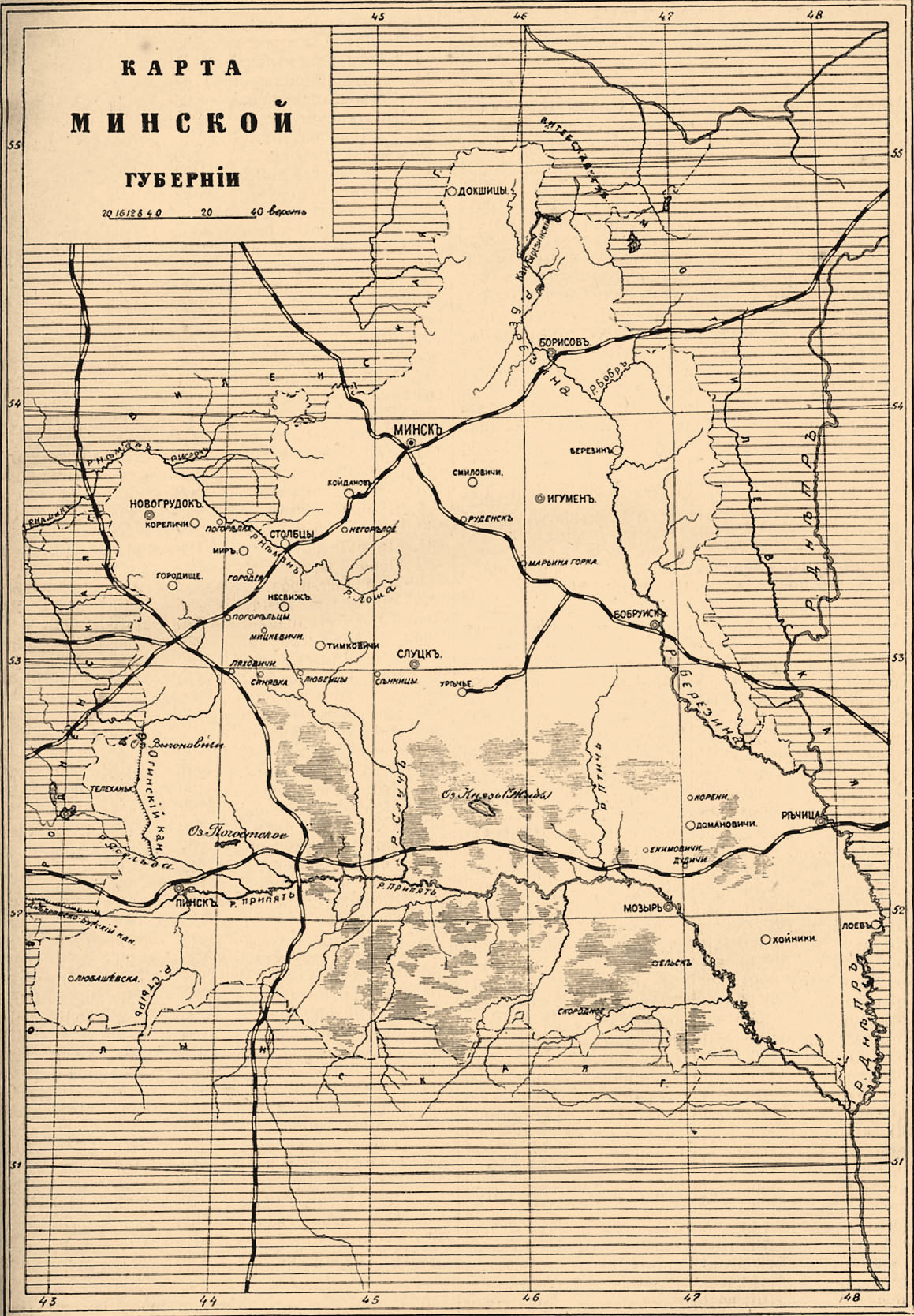
Mapa Minské gubernie z roku 1906